# 海湾镇
海湾镇，是中华人民共和国上海市奉贤区下辖的一个乡镇级行政单位。面积100.6平方公里。户籍人口1.84万人（2008年）。境內原有五四、星火、燎原三大国营农场，现均已转制，资产大部分归属到光明食品集团旗下。

## 行政区划
海湾镇下辖以下居委会及村委会：
明城新村社区、星火一社区、星火二社区、燎原社区、中港社区、一兴社区、洪卫社区、星火世茂社区。